# Bucșenești-Lotași
Bucșenești-Lotași – wieś w Rumunii, w okręgu Ardżesz, w gminie Țițești. W 2011 roku liczyła 1132 mieszkańców.